# Quận Billings, North Dakota
Quận Billings là một quận nằm ở tiểu bang North Dakota. Tại thời điểm năm 2000, quận có dân số là 888 người. Quận lỵ đóng ở Medora.6

## Địa lý
Theo Cục điều tra dân số Hoa Kỳ, quận có tổng diện tích 1,153 dặm Anh vuông (2.987 km²), trong đó, 1,151 dặm Anh vuông (2.982 km²) là diện tích đất và 2 dặm Anh vuông (5 km²) trong tổng diện tích (0,17%) là diện tích mặt nước.

### Các xa lộ chính
- Interstate 94
- U.S. Highway 85

### Các quận giáp ranh
- Quận McKenzie (phía bắc)
- Quận Dunn (đông bắc)
- Quận Stark (đông)
- Quận Slope (nam)
- Quận Golden Valley (tây)

### Các khu bảo tồn quốc gia
- Little Missouri National Grassland (một phần)
- Theodore Roosevelt National Park (một phần)

## Thông tin nhân khẩu
Theo cuộc điều tra dân số2 tiến hành năm 2000, quận này có dân số 888 người, 366 hộ, và 255 gia đình sinh sống trong quận này. Mật độ dân số là 0,79 người trên mỗi dặm Anh vuông (0,31/km²). Đã có 529 đơn vị nhà ở với một mật độ bình quân là 0,45 trên mỗi dặm Anh vuông (0,18/km²). Cơ cấu chủng tộc của dân cư sinh sống tại quận này gồm 98,76% người da trắng, 0,11% người thổ dân châu Mỹ, 0,11% người các đảo Thái Bình Dương, 0,11% từ các chủng tộc khác, và 0,90% từ hai hay nhiều chủng tộc. 0,34% dân số là người Hispanic hoặc người Latin thuộc bất cứ chủng tộc nào. 44,2% là gốc Đức, 17,5% người Ukraina, 8,2% người Na Uy và 5,4% người Ireland theo kết quả điều tra dân số năm 2000.
Có 366 hộ trong đó có 29,2% có con cái dưới tuổi 18 sống chung với họ, 62,6% là những cặp kết hôn sinh sống với nhau, 4,4% có một chủ hộ là nữ không có chồng sống cùng, và 30,1% là không gia đình. 26,8% trong tất cả các hộ gồm các cá nhân và 7,7% có người sinh sống một mình và có độ tuổi 65 tuổi hay già hơn. Quy mô trung bình của hộ là 2,43 còn quy mô trung bình của gia đình là 2,95,
Phân bố độ tuổi của cư dân sinh sống trong huyện là 24,9% dưới độ tuổi 18, 4,5% từ 18 đến 24, 26,6% từ 25 đến 44, 28,0% từ 45 đến 64, và 16,0% người có độ tuổi 65 tuổi hay già hơn. Độ tuổi trung bình là 42 tuổi. Cứ mỗi 100 nữ giới thì có 112,9 nam giới. Cứ mỗi 100 nữ giới có độ tuổi 18 và lớn hơn thì, có 112,4 nam giới.
Thu nhập bình quân của một hộ ở quận này là 32.667 đô la Mỹ, và thu nhập bình quân của một gia đình ở quận này là 35.750 USD, Nam giới có thu nhập bình quân 32.500 USD so với mức thu nhập 21.000 đô la Mỹ đối với nữ giới. Thu nhập bình quân đầu người của quận là 16.186 USD, Khoảng 10,7% gia đình và 12,8% dân số sống dưới ngưỡng nghèo, bao gồm 11,0% những người có độ tuổi 18 và 12,8% là những người 65 tuổi hoặc già hơn.

## Các đơn vị dân cư

### Thành phố
- Medora

### Cộng đồng không hợp nhất
- Fairfield